# Mordella inornata
Mordella inornata es una especie de coleóptero de la familia Mordellidae.

## Distribución geográfica
Habita en Victoria.